# Химера (группа, Москва)
Химера (стилизуется как «ХимерА») — музыкальный коллектив из Москвы. Группа была образована в 2002 году в продюсерском центре «Ария Рекордс». Работает в оригинальном жанре, сочетающим индастриал-метал с элементами хеви-метал. С 2005 года группа именует свой стиль Industrial Heavy Metal.

## История группы

### Начало
- 2002 год — Группа ХимерА была создана в продюсерском центре «Ария Рекордс» под руководством Александра Елина. В первоначальный состав группы входили: Влад Васильев (барабаны), Макс Дяченко (гитара), Роберт Бойм (бас-гитара), Андрей Исмагилов (клавишные), Андрей Храмов (вокал).

Пробой пера группы стало создание кавер-версии на песню «Погоня» из кинофильма «Новые приключения неуловимых». Музыканты записали её за 3 дня, так как песню ждала ротация на израильской радиостанции. Далее последовали песни «Миссия невыполнима» и «Хищник». Будучи автором всех текстов, Елин черпал вдохновение из голливудских блокбастеров, что видно из названий первых песен группы.
- 2003 год — Группа записала EP «Хищник», в который вошли 6 композиций в стиле heavy metal. Авторство текстов всех песен принадлежало Александру Елину, а музыка — барабанщику Владу Васильеву. Музыку для песни «Следуй за мной» подарил группе Виталий Дубинин (Ария). Полноценный релиз этого EP не состоялся. В марте на фестивале «Рок-профи» прошло первое выступление группы ХимерА, собравшее полный зал клуба «Точка». Результатом этого фестиваля стал сборник «Рок-профи», в который вошла песня «Хищник», сведённая на студии SBI-Records. В 2023 году песня «Следуй за мной» в первоначальной аранжировке вошла в мини-альбом Дубинина «Бал-Маскарад. Постскриптум», дополнение к одноимённому альбому[1].

С каждым концертом в коллективе возникало все больше творческих разногласий, в результате чего группу покинул вокалист Андрей Храмов. После этого ХимерА взяла курс на индустриальное звучание, из-за чего возникла необходимость найти вокалиста, который справился бы с разнящейся тесситурой старых и новых песен группы. Новым вокалистом стал Павел Ковшаров.
Новое звучание группы стало резко диссонировать с очередными текстами Елина, из-за чего последние подвергались критике со стороны музыкантов. В результате Александр решил прекратить сотрудничество с группой, аргументируя свой уход нежеланием заниматься «русским Раммштайном». Роль музыкального продюсера взял на себя Виталий Дубинин, положительно оценивший новый стиль группы. Чуть позже новый материал вызвал разногласия с клавишником, что повлекло и его скорый уход. Отныне роль студийного клавишника, авторство всех текстов и музыки взял на себя Влад Васильев.
Лето музыканты провели за работой над песнями для нового альбома под названием «Агония». К осени все песни были готовы, и группа решила опробовать новую программу на публике. ХимерА выступила во Дворце Спорта «Лужники» в рамках фестиваля «Рок Фест», при участии групп: Helloween, Ария, Paradise Lost, Masterplan и Zodiac Mindwarp. Когда музыканты поняли, что «Агония» дает положительный резонанс публики, в ноябре они записали свой первый номерной альбом на студии «Ария Рекордс».
- 2004 год — 20 и 21 февраля группа выступила в берлинском клубе «Knaack Club» вместе с группой Ария в рамках фестиваля «Russian Weekend In Berlin», посвящённого 52-й годовщине клуба. ХимерА презентовала альбом «Агония» берлинской аудитории. Почетными гостями этих выступлений стали участники группы Rammstein. После возвращения из Берлина Роберт Бойм покинул группу для профессионального занятия звукорежиссурой.
- 2005 год — В январе альбом «Агония» прошел мастеринг на студии Saturday Mastering и был выпущен на лейбле Moroz Records. Также в этом году группа заключила договор с компанией 1С-Софт Клаб на использование пяти песен из альбома в саундтреке гоночного симулятора «Адреналин 2: Час Пик»[2].
- 2006 год — По личным причинам Павел Ковшаров прекратил заниматься музыкальной деятельностью и покинул коллектив, в результате чего группа взяла перерыв в творчестве на шесть лет.

### Возвращение
- 2012 год — В начале года на информационном музыкальном портале Masterslend.com автор и руководитель группы Влад Васильев объявил конкурс под названием «ХимерА ищет свой голос!»[3]. Условия конкурса предлагали всем желающим записать свой вокал под минус нескольких песен из альбома «Агония», после чего в результате народного голосования выявлялся победитель. Однако победитель не становился вокалистом группы автоматически, а получал лишь возможность единичной совместной работы с ней, а место вокалиста занял тот, кого выбрали сами музыканты — Роман Кречетов. На место басиста пригласили Николая Кузьменко, одновременно участвовавшего в группах E.S.T. и Черный Кофе. В октябре при участии групп Асферикс и Catharsis группа ХимерА феерично вернулась на сцену в смоленском «А-Клубе».

По результатам голосования я занял 4-е или 5-е место. Но, тем не менее, Влад все-таки выбрал меня. Он написал мне еще в конце 2011 года, но у меня в тот момент был очень сложный период. Мне пришлось многое пережить, потерять несколько близких людей, и тогда я просто не готов был по полной вкладываться в новый проект. Какое-то время я вылезал из этого кризиса. А потом, ближе к весне, написал Владу: «Ну как вы, нашли вокалиста? Давайте, я приглашу вас в Смоленск, поиграете здесь»… И Влад ответил: «Нет, не нашли. Я тебя жду — пока ты справишься со своим кризисом»… Это было очень приятно, и я понял, что должен просто по-человечески ответить на такое отношение. — Роман Кречетов. Интервью интернет-порталу «Insurgent», 2013 год
- 2013 год — После многочисленных репетиций и работы над новым имиджем ХимерА продолжила концертную деятельность в городах России и Украины. Помимо гастролей группа записала трибьют вокалисту легендарной группы E.S.T. Жану Сагадееву — «Что мы творим?». После летнего выступления в качестве хэдлайнера на фестивале «Сафоний» Николай Кузьменко покинул группу, не сумев полноценно совмещать работу в нескольких коллективах. На его место пришел Йван Горшков, окончательно сформировав новый костяк группы. В сентябре в обновленном составе ХимерА дала концерт совместно с немецкими гостями — NDH группой Stahlmann.

### Наши дни
- 2014 год — Продолжая концертную деятельность, ХимерА представила релиз «Conscientia» в формате EP на лейбле Sublimity Records, в который вошли новинки: «Цель оправдывает средства» и «Conscientia». Бонусными треками на этом релизе стали песни из альбома «Агония» в живом исполнении с концерта в смоленском клубе, во время которого проводилась съемка дебютного DVD.

Для выпуска DVD группа организовала проект для сбора средств на Planeta.ru, где успешно собрала 109 % от заявленной цели проекта.
Осенью музыканты группы дали двухчасовое интервью в программе «Кузница Харди» на «Неформатном Радио», затем приняли участие в передаче «Живые» в эфире радиостанции «Своё Радио», после чего несколько песен попали в её постоянную ротацию. Также в прямом эфире группа ответила на вопросы слушателей передачи «Хранитель снов» на радио «Эхо Москвы».
Завершился год праздничной новогодней презентацией с гостями из коллективов: Черный Обелиск, Артерия, Krüger, КрайСна, Харизма, Spaint, а также с дедом морозом и стриптизом от снегурочки в московском клубе Rock House.
- 2015 год — В начале года ХимерА выпустила свой дебютный DVD на физическом носителе, а также новинку под названием «Талион». Презентации прошли как в Москве, так и за ее пределами, дойдя до Белоруссии. Также группа выпустила юбилейное авторское переиздание CD альбома "Агония" в ограниченном количестве.

Летом этого года случился скандал — группу пригласили в качестве хэдлайнеров на благотворительный рок-фестиваль «Святая Русь», но за два дня до фестиваля сняли с выступления по причине признания образов группы сатанинскими местной епархией, и последующего их отказа проводить молебен при условии участия группы ХимерА в фестивале. Сама же группа отрицает свою причастность к сатанизму.
Осенние концерты в Смоленске и Москве группа посвятила своему 13-летию. Смоленская публика стала первой, кто услышал новый сингл «Миром правят акулы».
В октябре ХимерА снова была приглашена на «Своё Радио» в передачу «Живые», где исполнила все свои новинки.
- 2016 год — Этот год ХимерА начала с фестиваля «Железная Ёлка», при участии групп Артерия, Butterfly Temple, Aella, The Sloe. После этого группа посетила Брянск, Курск, Орел, Волгоград и была приглашена на фестиваль Rock on the Water при участии Easy/Dizzy, Krüger, Jeans N Roses и Маврин.

В дуэте с Инной Горячей группа записала сингл «Не вернуть», презентация которого прошла в московском клубе Rock House, после чего ХимерА посетила Смоленск с группой Форсаж и отпраздновала Хеллоуин на сцене Санкт-Петербурга при гостевом участии Михаила Нахимовича (Чёрный кузнец).
Музыканты группы ХимерА неоднократно заявляли, что не собираются записывать альбом по причине падения спроса на физические носители. Однако друзьям и поклонникам удалось убедить группу, что их второй номерной альбом желаем и ожидаем. Поэтому в конце года группа начала запись пяти абсолютно новых песен, чтобы, добавив к ним недавние работы, выпустить LP-альбом к своему пятнадцатилетию.
- 2017 год — ХимерА пребывала в затишье, работая над песнями для второго номерного альбома «Деньги делают деньги».

В мае группа запустила краудфандинговый проект на Planeta.ru для сбора средств на релиз нового альбома и концерт-презентацию, посвященный Юбилею группы — 15 лет, 28 октября этого года в клубе «Город», в котором принял участие экс-вокалист группы Андрей Храмов, а также гостевые группы, исполняющие современную рок-музыку: Форсаж и Biorate. Проект собрал необходимую сумму и стал успешным.
Также, в мае по личным причинам, группу ХимерА покидает один из ее основателей и бессменный гитарист — Макс Дяченко. На помощь в записи нового альбома, группа пригласила Евгения Лебедева, неоднократно помогавшего ей с гитарными партиями на концертах, когда возникала такая необходимость. Релиз альбома состоялся 24 октября на лейбле Fono Ltd.
В декабре на роль гитариста, в статусе постоянного участника состава, в группу был приглашен Сергей Новиков — «Далба», связь с которым началась при совместной работе с ним Влада Васильева в софт-рок группе НекомильФо, где Сергей выступал в качестве бас-гитариста. Первое выступление с Далбой прошло после новогодних праздников 19-го января в клубе «Лес», где ХимерА исполнила все песни нового альбома «Деньги делают деньги».
- 2018 год — новый гитарист втянулся в материал, группа дала несколько сольных и фестивальных выступлений. Вышло интервью с лидером группы Владом Васильевым в журналах ATMOSFEAR и FAKE MUSIC MAGAZINE, а также рецензия на альбом «Деньги делают деньги» в журнале InRock, где он заслужил 9 из 10 баллов и статус «обязательного к прослушиванию» от музыкального обозревателя Дмитрия Кошелева.
- 2019 год — этот год группа начала с фестиваля «Метал Ёлка» в Санкт-Петербурге, где отыграла сет из альбома «Агония» с группами Catharsis, Amalgama и Черный Обелиск. 23 февраля группа снова вернулась в СПБ, чтобы выступить в качестве специальных гостей немецкой группы Lord of the Lost в клубе «ZAL», а на следующий день это шоу повторилось в столичном клубе «Москва». Между тем, группа устроила свой первый стриминг в официальном сообществе ВКонтакте, а также провела час в прямом эфире радиостанции «Эхо Москвы» в передаче «Хранитель снов». После сольного выступления в «ALIBI CLUB» внезапно уходит гитарист Сергей Новиков, его место занял Гриша Привезенцев, известный по работе в коллективах Харизма и Форсаж. Свое присоединение к группе ХимерА он отметил июльским выступлением на open-air «MOTOFEST 48 RUS» в Липецке в качестве постоянного гитариста. Далее последовало выступление под Калугой на фестивале «ROCK ON THE WATER» в начале августа, на котором ХимерА появляется ежегодно почти с самого его создания. Конец лета группа встретила в Ставропольском крае в качестве хедлайнеров одного из дней фестиваля «ROCK ON KMV» в Минеральных Водах, после чего приступила к записи нового сингла «Психопат где-то рядом…», презентация которого прошла 12 октября в московском «ALIBI CLUB».
- 2020 год — по причине объявленной ВОЗ пандемии коронавируса и предпринятых правительством мер по борьбе с ней, группе пришлось приостановить свою деятельность. За весь год ХимерА посетила только города Брянск и Ярославль, остальные гастрольные выступления были отменены. Вместе с тем, группа записала кавер на песню «Сектор Газа» для официального трибьют-альбома «Сектор Газа: Трибьют», в котором дань памяти Юрию Хою отдали такие группы, как ДДТ, Монгол Шуудан, 7Б, СерьГа, Артур Беркут и другие.
- 2022 год — 8 декабря на лейбле Ikra Music состоялся релиз сингла с гостевым участием Алексея Горшенёва (экс-Кукрыниксы) под названием «Когда тонет любовь», которому группа дала описание «романтика со вкусом прагматичного одиночества».

## Дискография
Дискография
- 2003 — «Хищник» (EP)
- 2005 — «Агония» (LP)[5]
- 2013 — «Что мы творим?» (single)
- 2013 — «Цель оправдывает средства» (single)
- 2014 — «Conscientia» (EP)
- 2015 — DVD
- 2015 — «Талион» (single)
- 2015 — «Миром правят акулы» (single)
- 2016 — «Не вернуть» (single)
- 2017 — «Деньги делают деньги» (LP)[6]
- 2019 — «Психопат где-то рядом...» (single)
- 2020 — «Сектор Газа» (кавер для трибьют-альбома «Сектор Газа. Трибьют» (2020))
- 2022 — «Когда тонет любовь» (с участием Алексея Горшенёва) (single)

## Состав группы
Текущий состав
- Роман Кречетов — вокал с 2012
- Йван Горшков — бас-гитара с 2013
- Влад Васильев — барабаны, клавиши с 2002
- Гриша Привезенцев — гитара с 2019

Бывшие участники
- Андрей Храмов — вокал (2002—2003)
- Андрей Исмагилов — клавишные (2003—2004)
- Роберт Бойм — бас-гитара (2002—2005)
- Павел Ковшаров — вокал (2003—2005)
- Дмитрий Барковский — вокал (2006)
- Николай Кузьменко — бас-гитара (2006—2013)
- Макс Дяченко — гитара (2002—2017)
- Евгений Лебедев — гитара (2017)
- Сергей Новиков — гитара (2017—2019)